# I'm Looking for Someone to Love
«I'm Looking for Someone to Love» es una canción escrita y grabada por Buddy Holly junto a su productor Norman Petty. La canción apareció en su álbum debut The "Chirping" Crickets.

## Grabación
"I'm Looking for Someone to Love" fue grabada por Buddy Holly durante las sesiones en los estudios de Norman Petty, entre febrero de 1956 a septiembre de 1958, en Clovis, Nuevo México, durante aquellas sesiones se grabaron varias canciones. Esta en particular fue grabada junto a su lado A "That'll Be The Day", único número uno en Estados Unidos y Reino Unido. Holly se encontraba en la grabación con Jerry Alison en batería, Niki Sullivan en guitarra eléctrica, Larry Welborn en contrabajo y con Ramona Tollett en voces.

## Publicaciones
"I'm Looking for Someone to Love" fue publicada como la octava canción del álbum debut de Buddy Holly y su grupo The "Chirping" Crickets de 1957. Pero antes había sido el lado B de "That'll Be The Day" de 1957, editado por la discográfica Brunswick con el catálogo 55009. Más tarde en 1973, MCA Records reeditó el sencillo con el catálogo 60000, esta edición no entró en listas.